# Zosterops anomalus
Espèce
Synonymes
- Zosterops anomala[2]

Statut de conservation UICN

 LC  : Préoccupation mineure
Zosterops anomalus, communément appelé Zostérops à gorge citron, est une espèce de passereaux de la famille des Zosteropidae.

## Répartition et habitat
Cet oiseau est endémique de Sulawesi. Il fréquente les forêts de plaine humides et les maquis.

## Description
Zosterops anomalus mesure 12 cm. 